# Magurka (1107 m)
Magurka (1107 m) – szczyt w grupie górskiej Magury Orawskiej w Beskidach Zachodnich na Słowacji.

## Położenie
Jest ostatnim szczytem – licząc w kierunku północno-wschodnim – we wschodniej części Magury Orawskiej, zwanej Pasmem Budína, przekraczającym wysokość 1000 m n.p.m. i najwyższym szczytem w bezpośrednim otoczeniu Jeziora Orawskiego. Jego masywna, zalesiona sylwetka dominuje od południa nad Namiestowem. Ze stoków Magurki spływa kilka potoków Vavrečanka, Slavný potok, Štefanovský potok i potok bez nazwy
Magurka jest charakterystycznym punktem orientacyjnym w panoramie Kotliny Orawskiej ze względu na wzniesioną na jej szczycie i widoczną z daleka wysoką wieżę przekaźnika telekomunikacyjnego. Ze Słanickiej Osady nad brzegiem Jeziora Orawskiego na sam szczyt pod przekaźnik prowadzi wąska, asfaltowa szosa (zakaz ruchu pojazdów mechanicznych poza uprawnionymi).

## Turystyka
Na szczyt Magurki prowadzą znakowane szlaki turystyczne:
 Namiestów – polana Priehaliny – Magurka. 2:10 h (z powrotem 1:40 h);
  Słanicka Osada – polanę Priehaliny – Magurka. 2 h (z powrotem 1:30 h);
 Ujście nad Zaporą – Magurka. 2:15 h (z powrotem 1:40 h).
Ze szczytu brak widoków; porasta go las, a sam szczyt z niewielką polanką, na której stoi wieża przekaźnikową jest ogrodzony i dla turystów niedostępny.